# Justus Garten

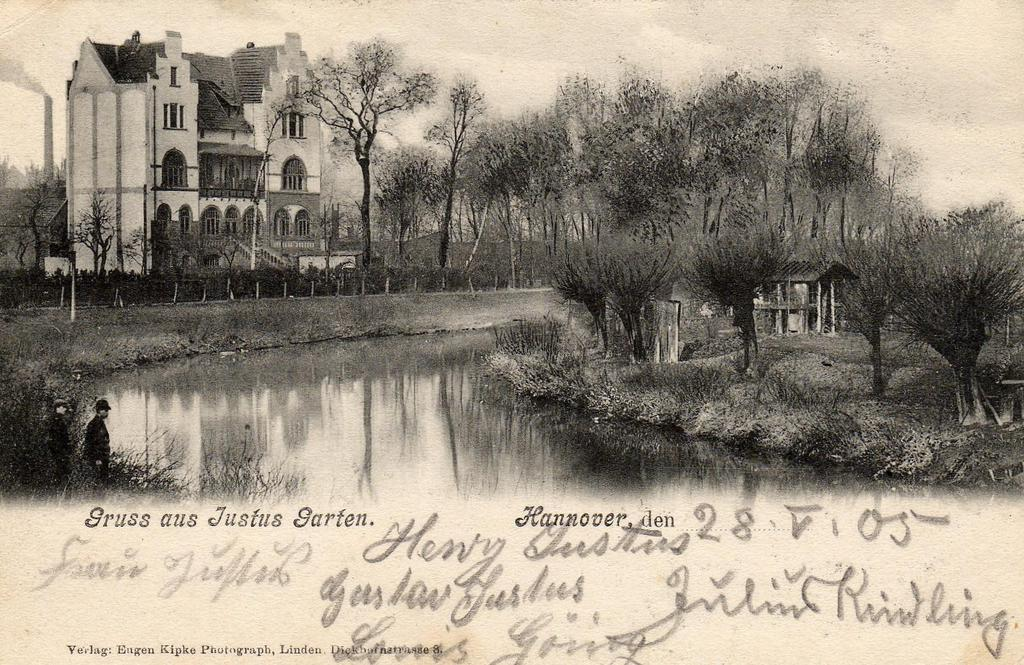
Bildpostkarte „Gruß aus Justus Garten“, versendet 1905. Die Leine floss damals in einem Bogen um das Flurstück Stapel.

Justus Garten war ein Ausflugs- und Gartenlokal in Hannover. Seinerzeit gab es eine zugehörige Fähre über die Ihme, später wurde es zum Namensgeber der Justus-Garten-Brücke. Der westliche Teil des Grundstücks wurde zum Veranstaltungsort des Fährmannsfests Hannover.

## Geschichte

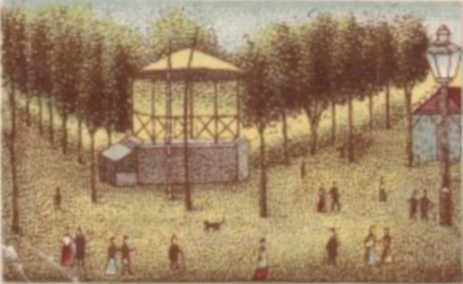
Justus Garten mit Pavillon
Postkartendetail, (versendet 1901)

Der zuvor als Bootsverleiher tätige Heinrich Bernhard Justus eröffnete vor dem Jahr 1868 ein Kaffee- und Bierlokal in seinem Wohnhaus auf der Landzunge zwischen Ihme und Leine in Hannovers Calenberger Neustadt. Neben dem Fachwerkgebäude an der ansonsten noch unbebauten hannoverschen Hafenstraße gehörte dazu auch ein Musikpavillon.
Nach Justus Tod wurde um 1900 das ursprüngliche Gartenlokal durch einen dreistöckigen Neubau mit Restaurant, Veranda und Kegelbahn sowie über 500 Plätzen im Außenbereich erweitert. Danach wurde das Lokal an verschiedene Wirte verpachtet. Anfang des 20. Jahrhunderts war Justus Garten ein überaus beliebtes Ausflugslokal der Hannoveraner. Im Sommer 1903 ertrank der damalige Pächter König beim Versuch, ein in die Ihme gestürztes Kind zu retten.
Seit 1919 war Karl Schmidt Wirt des Justus Garten. Nach einem „tödlichen“ Fährunglück im März 1933 kündigte er den Pachtvertrag für Fähre und Ausflugslokal auf. Neuer Nutzer wurde 1934 zunächst der SA-Marinesturm Hannover. Die Hafenstraße wurde 1938 zu einem Teil des Geländes des Üstra-Betriebshofes Glocksee. Das Restaurantgebäude diente ab Ende 1939 als Übernachtungsheim für Straßenbahnpersonal.
Im Zweiten Weltkrieg wurde das Gebäude völlig zerstört. An das einstige Lokal erinnert der Name der 1980 errichteten Justus-Garten-Brücke. Das seit 1983 stattfindende Fährmannsfest Hannover nutzt das Gelände des Gartenlokals als Veranstaltungsort.

## Die Fähre bei Justus Garten

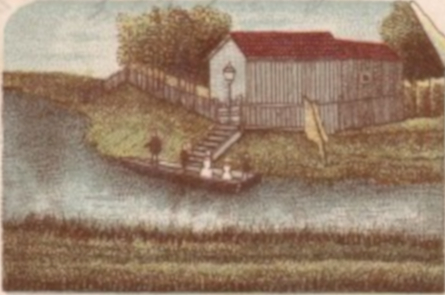
Anleger Justus Garten
Postkartendetail, (versendet 1901)

Seit 1877 betrieb Heinrich Bernhard Justus direkt neben seinem Lokal eine Fähre über die Ihme zum dicht bevölkerten Industrievorort Linden. Die knapp acht Meter lange motorlose Seilfähre transportierte bis zu 30 Personen oder auch Tiere und Fahrräder bei jeder etwa zweiminütigen Fahrt über das Flüsschen.
Bei einer Zählung im Jahr 1921 nutzten täglich fast 2500 Passagiere je Richtung die Fähre zwischen einem Anleger bei der Stärkestraße und Justus Garten. Unter ihnen waren viele Arbeiter der Lindener Fabriken. Nach der Übernahme durch die SA 1934 durften NSDAP-Funktionäre kostenlos mitfahren.
In der Nachkriegszeit wurde der nicht mehr rentable Betrieb der altertümlichen Fähre eingestellt. Dies geschah je nach Quelle 1947 oder erst in den 1950er Jahren.